# 安部熊之輔
安部 熊之輔（本名:熊之助、あべ くまのすけ、1862年1月18日（文久元年12月19日）- 1925年（大正14年）8月24日）は、明治から大正期の篤農家、政治家。衆議院議員。旧姓・岩松。

## 経歴
豊前国企救郡長浜浦（福岡県企救郡小倉町、小倉市を経て現北九州市小倉北区）で、庄屋岩松助左衛門の孫として生まれ、同郡、のちの西谷村高野（現小倉南区）の安部（阿部）家の養子となる。
1877年（明治10年）に上京して佐藤製缶所で職工として働きながら農書を学んだ。1881年（明治14年）長野県、山梨県の農業を視察して園芸の道に進むことを決意した。1885（明治18年）に帰郷し、遠賀郡戸畑町中原で模範果樹園を開設しようと試みたが園芸に不適な地であったため、1905年（明治38年）足立山南麓の企救郡曽根村大字湯川（現:小倉南区）に転じ果樹園（園芸模範場）を設けた。果樹栽培を奨励し福岡県の園芸業の発展に尽くした。
1888年（明治21年）から1903年（明治36年）まで全国のミカン栽培地を調査し、その成果を1904年（明治37年）に『日本の密柑』として出版した。
福岡県内に農会、農政研究会、園芸会を組織し、福岡県農会専任幹事、同会名誉会員、中央農事会参事員、帝国農会評議員などを歴任。また、企救郡会議員、同参事会員、福岡県会議員も務めた。1915年（大正4年）3月の 第12回衆議院議員総選挙で福岡県郡部から立憲政友会公認で出馬して当選し、衆議院議員に1期在任した。

## 著作
- 『日本の密柑』安部熊之輔、1904年。

## 親族
- 弟 岩松徳太郎（福岡県水産業功労者）[3]